# Copa América dos Povos Indígenas
A Copa América dos Povos Indígenas é o principal torneio internacional masculino de futebol disputado entre os povos indígenas das Américas. A ideia do torneio surgiu em 2014 pela ONG "Gol Iluminado", à época presidida pelo ex-futebolista chileno Elías Figueroa.
A primeira edição foi disputada no Chile, em 2015.

## Edições
| 2015 detalhes | Chile | Paraguai        | 1 - 0           | Colômbia        | Chile           | 3 - 3 (8 - 7 pen) | Bolívia         |
| 2019 detalhes |       | a ser disputado | a ser disputado | a ser disputado | a ser disputado | a ser disputado   | a ser disputado |

### Tabela histórica
| Equipe | Equipe    | Títulos | Pts | Jogos | V | E | D | GP | GC | SG  |
| ------ | --------- | ------- | --- | ----- | - | - | - | -- | -- | --- |
| 1      | Paraguai  | 1       | 11  | 5     | 3 | 2 | 0 | 16 | 3  | 13  |
| 2      | Colômbia  | 0       | 10  | 5     | 3 | 1 | 1 | 13 | 8  | 5   |
| 3      | Chile     | 0       | 8   | 5     | 2 | 3 | 0 | 11 | 8  | 3   |
| 4      | Bolívia   | 0       | 7   | 5     | 2 | 2 | 1 | 10 | 10 | 0   |
| 5      | Peru      | 0       | 3   | 3     | 1 | 1 | 1 | 8  | 7  | 1   |
| 6      | Equador   | 0       | 3   | 3     | 1 | 1 | 1 | 3  | 4  | -1  |
| 7      | Argentina | 0       | 0   | 3     | 0 | 0 | 3 | 2  | 5  | -3  |
| 8      | México    | 0       | 0   | 3     | 0 | 0 | 3 | 2  | 18 | -16 |